# Gynoplistia clarkeana
Gynoplistia clarkeana là một loài ruồi trong họ Limoniidae. Chúng phân bố ở miền Australasia.